# Тшцель (гмина)
Тшцель (пол. Trzciel) — гмина (волость) в Польше, входит как административная единица в Мендзыжечский повет (Любушское воеводство). Население — 6348 человек (на 2004 год).

## Сельские округа
1. Бруйце
2. Хоцишево
3. Ясенец
4. Лютоль-Мокры
5. Лютоль-Сухы
6. Лаговец
7. Пановице
8. Рыбояды
9. Серч
10. Серчинек
11. Стары-Двур
12. Свидвовец

## Прочие поселения
1. Белень
2. Яблонка
3. Новы-Свят
4. Смольники
5. Жыдово

## Соседние гмины
1. Гмина Медзихово
2. Гмина Мендзыжеч
3. Гмина Пщев
4. Гмина Щанец
5. Гмина Свебодзин
6. Гмина Збоншинек
7. Гмина Збоншинь